# 南珍
南珍（ナムジン、남진、1945年9月27日 - ）は、韓国全羅南道木浦市出身の歌手、俳優である。同世代の羅勲児と共に1970年代に一時代を築いた。

## 生涯
南珍は実業家、言論人、元国会議員の父の金文玉（キム・ムノク）と母のチャン・ギスン間で次男として生まれた。子供の頃は父のおかげで、木浦で最高の金持ちと呼ばれるほど、かなり豊富に育った。南珍は父のように政界に興味を持つよりも、人気のある俳優になりたいという夢を持っていた。以後、木浦高校を卒業して上京した。子供の頃から俳優の夢を持っていた南珍は漢陽演劇映画学科に入学した。

## 学歴
1958年 木浦ブクギョ小学校を卒業
1961年 木浦中学校を卒業
1964年 木浦高校を卒業

## 経緯
1965年にデビュー。デビュー当初はポップ歌手であったが、デビュー直後にトロットに転向し1967年に「胸痛く （가슴아프게）」が大ヒット。2年後にTBC放送歌謡大賞を受賞する。また、この歌は1977年に李成愛が日本で「カスマプゲ」として日本語で歌いヒットした。しかし、1968年に海兵隊に入隊しベトナム戦争へ参戦。
除隊後1973年を起点に、「君よ変わらないで （그대여변치마오）」、「心がきれいでなければ （마음이 고와야지）」、「あなたと一緒に （님과함께）」が立て続きに大ヒットを記録。この時から羅勲児との強力なライバル関係を構築する。60年代後半から70年代後半までの韓国歌謡界の最高人気歌手として君臨する。1976年には歌手のユン・ボクフイと結婚するも半年後に離婚。
結婚後、アメリカへ移住し歌手活動を一時中断させる。1983年に帰国し活動を再開。1993年に再びヒットを飛ばし、その後も安定した人気を誇る。2000年から2004年までは韓国芸能協会理事長、2006年から2008年まで、復活した大韓歌手協会の初代会長を務める。
2009年には、チャン・ユンジョンとのデュエット曲を発表し話題になる。

## ディスコグラフィ
- 「ソウルプレイボーイ （서울 플레이보이）」（1965年）
- 「胸痛く （가슴아프게）」（1967年）
- 「愛してる （사랑하고 있어요）」（1970年）
- 「心が弱くて （마음이 약해서）」（1971年）
- 「下町の可愛い子 （아랫마을이쁜이）」（1972年）
- 「君よ変わらないで （그대여변치마오）」（1973年）
- 「心がきれいでなければ （마음이 고와야지）」（1974年）
- 「あなたと一緒に （님과함께）」（1975年）
- 「お母さん （어머님）」（1976年）
- 「憎くてももう一度 （미워도다시한번）」（1977年）
- 「私に恋人がいるならば （나에게 애인이 있다면）」（1979年）
- 「空の杯 （빈잔）」（1982年）
- 「男なら （사나이라면）」（1984年）
- 「私は私 （내가 나를）」（1987年）
- 「海 （바다）」（1992年）
- 「私の魂のヒロイン （내 영혼의 히로인）」（1993年）
- 「巣 （둥지）」（2000年）
- 「モルリ （모르리）」（2002年）
- 「あちらが （저리가）」（2005年）
- 「私よ私 （나야 나）」（2008年）
- 「あなたが好き （당신이 좋아）」（2009年）
- 「愛しながら生きるよ （사랑하며 살테요）」（2010年）
- 「お前のよ （너말이야）」（2011年）

## 受賞歴
- MBC放送新人賞（1967年）
- TBC放送歌謡大賞・大賞（1969年）
- TBC放送歌謡大賞・大賞（1971年）
- MBC10大歌手青白戦・大賞（1971年）
- MBC10大歌手青白戦・大賞（1972年）
- TBC放送歌謡大賞（1973年）
- MBC10大歌手青白戦・大賞（1973年）
- MBC10大歌手歌謡祭・歌手賞（1975年）
- KBS歌謡大賞・功労賞（2000年）
- ゴールデンディスク賞・功労賞（2007年）
- 大韓民国伝統歌謡大賞・功労賞（2012年）